# Вульф Георгій Вікторович
Гео́ргій (Ю́рій) Ві́кторович Вульф (22 червня 1863, Ніжин, Російська імперія — 25 грудня 1925, Москва, СРСР) — російський вчений-кристалограф, автор «сітки Вульфа» і формули Брегга — Вульфа, член-кореспондент Російської академії наук за фізичним розрядом Відділення фізико-математичних наук від 10 грудня 1921 року. Професор Казанського (1897), Варшавського (1899) і Московського (1918) університетів.

## Біографія
Народився 10 (22) червня 1863 року в місті Ніжин, у сім'ї директора гімназії В. К. Вульфа (1836—1877). Мати — Лідія Єгорівна, дочка Є. В. Гудими.
Дитинство і юність він провів у Варшаві, де й закінчив 6-ту Варшавську гімназію, а потім природниче відділення фізико-математичного факультету Варшавського університету (1885) за спеціальністю «Мінералогія і кристалографія». Від 2-го курсу займався кристалографією у професора О. Є. Лагоріо й у фізичній лабораторії у професора М. Є. Єгорова. За студентську роботу «Експериментальне дослідження елементарних властивостей кварцу» на 3-му курсі його нагороджено золотою медаллю.
Залишений при університеті, отримав 1889 року тривале наукове відрядження і працював спочатку в Санкт-Петербурзі, потім — у Мюнхені (у П. Ґрота) і в Парижі (у А. Корню). 1892 року захистив магістерську дисертацію «Властивості деяких псевдосиметричних кристалів у зв'язку з теорією кристалічної будови речовини». Від 1893 року — приват-доцент Варшавського університету.
Від 1896 року — доктор мінералогії і геогнозії за дослідження «До питання про швидкості росту і розчинення кристалічних граней». Від 1897 року — екстраординарний професор кафедри мінералогії Казанського університету, а від 1898 року — ординарний професор і завідувач кафедри мінералогії Варшавського університету.
1909 року В. І. Вернадський запросив його приват-доцентом Московського університету, який залишив 1911 року на знак протесту проти політики міністра народної освіти Л. А. Кассо (справа Кассо). У 1911—1917 роках був професором народного університету А. Л. Шанявського, де створив кристалографічну лабораторію. У 1916—1918 роках очолював кафедру мінералогії та кристалографії на Московських вищих жіночих курсах.
Від 1911 року був членом Московського фізичного товариства. 1917 року його обрано до Ради, від 1921 року — голова товариства.
1917 року відновлено на посаді приват-доцента кафедри мінералогії Московського університету, перевів туди свою рентгенівську лабораторію. Професор кафедри мінералогії (1918—1925); професор кафедри фізики (1919—1925); професор кафедри кристалографії (1922—1925) фізико-математичного факультету МДУ. 1919 року одночасно був деканом хіміко-фармацевтичного факультету 2-го МДУ. 1919 року професор Московської гірничої академії, брав участь у роботі Державного рентгенологічного та радіологічного інституту, який 1918 року організував А. Ф. Йоффе у Петрограді. Очолював (разом із професором Д. М. Артем'євим) кристалографічний інститут МГА. 1919 року з ініціативи Г. В. Вульфа створено Інститут фізико-хімічного дослідження твердої речовини при ВРНГ, в якому він став директором і керівником відділу кристалофізики.
Як професор МДУ читав курси «Загальний курс кристалографії для математиків і фізиків», «Теорія зовнішньої форми кристалів», «Рентгенологічні методи дослідження кристалів», «Спеціальні питання кристалографії», «Вступ до кристалографії», «Кристалофізика», «Термічний аналіз у застосуванні до мінералогії».
У 1921 році обрано членом-кореспондентом Російської академії наук. Був президентом фізичного товариства імені П. М. Лебедєва, а також членом Всесоюзного мінералогічного товариства, член правління Московського будинку вчених (1924).

### Наукові інтереси
Запропонував спосіб виведення всіх видів симетрії кристалів.
1909 року розробив графічний метод опрацювання результатів вимірювання кристалів за допомогою стереографічної сферичної сітки (сітка Вульфа). Метод досі широко застосовується в рентгенівській, оптичній і морфологічній кристалографії.
Виявив (1895) вплив сили тяжіння на форму кристала під час його зростання з розчину, винайшов обертальний кристалізатор і розробив метод отримання кристалів правильної форми. Встановив закон процесу росту кристалів, згідно з яким швидкості росту граней кристала пропорційні їхнім питомим поверхневим енергіям (закон Вульфа). 1904 року випустив у світ свій «Посібник з кристалографії» (рос. Руководство по кристаллографии), який є багато в чому синтезом його робіт у цій науці.
Надихнувшись роботою П. Кюрі з рівноважної морфології кристалів і його відкриттям п'єзоелектрики в кварці, Вульф зайнявся дослідженням швидкості росту (1896) і розчинення кристалів (1901). Підсумком досліджень на 1916 рік став принцип Кюрі — Вульфа.
1913 року, незалежно від Л. Брегга, вивів умови інтерференції рентгенівських променів, відбитих від кристалів (формула Брегга — Вульфа), покладені в основу рентгенівської спектроскопії. Першим у Росії почав рентгеноструктурні дослідження.
У своїх лекціях активно застосовував мікропроєктування. Воно давало можливість унаочнювати всі явища, що супроводжують ріст і розвиток кристалів.
Він зробив внесок в історію науки роботами про творчість Р. Аюї (1922), П. М. Лебедєва (1912), нобелівських лауреатів В. Г. Брегга і В. Л. Брегга (1916), монографія яких «Рентгенівські промені і будова кристалів» 1916 року вийшла в перекладі з англійської і з передмовою Г. В. Вульфа.

## Сім'я
Дружина — Вульф (уродж. Якунчикова) Віра Василівна, (1871—1923), художниця, музикантка, благодійниця. Працювала в оригінальній техніці аплікації по тканині в жанрах портрета, пейзажу, інтер'єру та натюрморту. Її панно близькі за колоритом і тематикою до картин В. Е. Борисова-Мусатова, друга родини Якунчикових. Багато її робіт також зберігаються в Третьяковській галереї. Після 1917 жила в Тарусі, де створила музей Борисова-Мусатова. Сестра дружини Василя Полєнова Наталії Василівни; сестра художниці Марії Вебер (Якунчикової).
- Тесть — Якунчиков Василь Іванович[ru], комерції радник, московський меценат і підприємець, виборний московського купецтва і Московського біржового товариства, власник садиби Введенське[ru]. Засновник московського відділення Російського музичного товариства[13].
- Теща — Зінаїда Мамонтова, сестра дружини Павла Третьякова Віри Мамонтової.

Разом з дружиною Вірою Василівною вони прожили довге життя і поховані поруч на кладовищі курортного містечка Таруса. Пізніше тут же поховали їхнього єдиного сина, піаніста Володимира Вульфа.

## Пам'ять

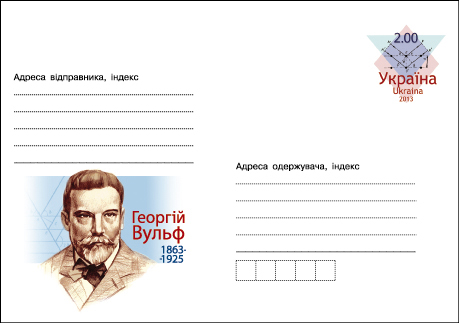
Поштовий конверт, присвячений 150-літтю Георгія Вульфа

Постановою Верховної Ради України 2013 року відзначено 150-річчя від дня народження М. Вульфа, в Ніжині проведено штемпелювання спеціально випущеного поштового конверта.